# Davide Villella
Davide Villella (Magenta, 27 giugno 1991) è un ex ciclista su strada italiano, professionista dal 2014 al 2022 e vincitore della classifica scalatori alla Vuelta a España 2017.

## Carriera

### Gli esordi
Nato a Magenta, cresce a Sant'Omobono Terme in Valle Imagna; inizia a gareggiare in bicicletta con il Gruppo Ciclistico Almenno San Bartolomeo, società che lo accompagna fino al 2009, al secondo e ultimo anno tra gli Juniores.
Nella categoria Under-23 gareggia nel 2010 con la De Nardi-Colpack-Bergamasca, per poi passare nel 2011 al Team Colpack. Il 2012 è una stagione ad alto livello per il giovane bergamasco, vincitore di undici corse, tra cui il Trofeo Città di Brescia, due tappe al Giro della Regione Friuli Venezia Giulia e due al Giro Ciclistico Pesche Nettarine di Romagna: Villella ottiene così di firmare un contratto biennale con la Liquigas-Cannondale valido a partire dal 2014. Preferisce comunque rimanere tra gli Under-23 anche nel 2013, rendendosi protagonista di un'altra buona annata, con le vittorie nella classifica generale del Giro della Valle d'Aosta e nel Piccolo Giro di Lombardia.
Nell'estate 2013 partecipa come stagista con la maglia della Cannondale (ex Liquigas) allo USA Pro Cycling Challenge, corsa professionistica americana, dove si mette in mostra andando in fuga in una tappa. Dopo la gara mondiale Under-23 in Toscana, nella quale è autore una buona prova, pur non andando oltre il sesto posto, gareggia nuovamente con i professionisti al Giro dell'Emilia e alla Coppa Sabatini, salendo in entrambi i casi sul terzo gradino del podio e facendosi notare come uno dei giovani corridori italiani più promettenti.

### Il professionismo
Nel 2014 debutta da professionista con la squadra italiana Cannondale, con cui già nel 2012 aveva firmato un contratto di due anni. In primavera coglie il sesto posto al Trofeo Laigueglia, mette quindi in mostra le sue doti di scalatore conquistando la classifica dei gran premi della montagna al Giro dei Paesi Baschi, corsa a tappe spagnola. Dopo avere disputato la Classiche delle Ardenne, portandole a termine tutte e tre, partecipa al Giro d'Italia ma è costretto a ritirarsi nel corso della sesta tappa a causa di una caduta, nella quale si procura la sublussazione della testa dell'omero della spalla sinistra.
Rientrato alle corse, in agosto ottiene un secondo posto di tappa e il quarto finale all'Arctic Race of Norway. Successivamente si classifica sedicesimo (all'esordio) al Giro di Lombardia e sesto alla Coppa Sabatini. Per il 2015 viene quindi messo sotto contratto dal nuovo Team Cannondale-Garmin, nato dalla fusione tra Cannondale e Garmin-Sharp: in stagione partecipa al Giro d'Italia e alla Vuelta a España, e si classifica decimo alla Milano-Torino.
Nel 2016, dopo una buona Vuelta a España a supporto di Andrew Talansky, viene convocato da Davide Cassani per la prima edizione dei campionati europei Elite in sostituzione dell'infortunato Gianluca Brambilla. Nella gara in linea scatta a 1200 metri dal traguardo, nel tratto in salita, superando il compagno Moreno Moser che precedentemente era andato in fuga; viene però superato dal gruppo dei migliori a 300 metri dal traguardo e conclude la gara in trentunesima posizione. Partecipa poi al Giro di Lombardia, aiutando il capitano Rigoberto Urán, e nonostante numerosi chilometri al servizio del colombiano (poi terzo) chiude al quinto posto. Il 23 ottobre 2016 vince per distacco la Japan Cup, sua prima affermazione nel professionismo, scattando all'ultimo giro.
Nel 2017 conquista la maglia a pois della classifica scalatori alla Vuelta a España.

## Palmarès
- 2011 (Team Colpack Under-23, due vittorie)

Coppa del Grano - La Badiola
Memorial Angelo Ripamonti - Almenno San Bartolomeo
- 2012 (Team Colpack Under-23, undici vittorie)

Memorial Angelo Fumagalli - Castello di Brianza
4ª tappa Giro della Regione Friuli Venezia Giulia (Tolmezzo > Tarvisio)
5ª tappa Giro della Regione Friuli Venezia Giulia (San Daniele > Moruzzo)
Gran Premio Industria Commercio Artigianato - Botticino Mattina
2ª tappa Giro Ciclistico Pesche Nettarine di Romagna (Faenza > Punta Marina Terme)
3ª tappa Giro Ciclistico Pesche Nettarine di Romagna (Imola > Faenza)
Gran Premio Vini DOC Valdadige - Rivalta
Trofeo Città di Brescia
Ciriè-Pian della Mussa
4ª tappa Giro delle Valli Cuneesi (Bene Vagienna > Bagni di Vinadio)
Trofeo Città di Conegliano
- 2013 (Team Colpack Under-23, sei vittorie)

Medaglia d'Oro Domenico e Anita Colleoni - Seriate
3ª tappa Giro della Valle d'Aosta (Saint Vincent > Champorcher)
5ª tappa Giro della Valle d'Aosta (Châtel > Morillon les Essert)
Classifica generale Giro della Valle d'Aosta
Trofeo Marco Rusconi - Binago
Piccolo Giro di Lombardia
- 2016 (Cannondale-Drapac, una vittoria)

Japan Cup
- 2018 (Astana Pro Team, due vittorie)

1ª tappa Tour of Almaty (Almaty > Almaty)
Classifica generale Tour of Almaty

### Altri successi
- 2011 (Team Colpack Under-23)

Classifica squadre Giro Ciclistico Pesche Nettarine di Romagna
- 2012 (Team Colpack Under-23)

Classifica punti Giro della Regione Friuli Venezia Giulia
Classifica punti Giro Ciclistico Pesche Nettarine di Romagna
Classifica squadre Giro Ciclistico Pesche Nettarine di Romagna
Classifica generale Prestigio BiciSport
- 2013 (Team Colpack Under-23)

Classifica punti Giro della Valle d'Aosta
Classifica squadre Giro della Valle d'Aosta
- 2014 (Cannondale)

Classifica scalatori Vuelta al País Vasco
Classifica giovani Arctic Race of Norway
- 2017 (Cannondale)

Classifica scalatori Vuelta a España
- 2018 (Astana Pro Team)

Classifica a punti Tour of Almaty

## Piazzamenti

### Grandi Giri
- Giro d'Italia

2014: ritirato (6ª tappa)
2015: 78º
2017: 72º
2018: 70º
2019: 60º
2020: 40º
2021: 55º
2022: 63º
- Vuelta a España

2015: 94º
2016: 56º
2017: 97º
2018: 48º
2022: 52º

### Classiche monumento
- Milano-Sanremo

2015: ritirato
2018: 102º
2020: 34º
2021: 85º
2022: 110º
- Liegi-Bastogne-Liegi

2014: 133º
2017: 39º
2018: 58º
2019: 47º
- Giro di Lombardia

2014: 16º
2015: 44º
2016: 5º
2017: 15º
2018: 34º
2019: 28º
2020: ritirato
2021: 22º

### Competizioni mondiali
- Campionati del mondo

Valkenburg 2012 - In linea Under-23: 74º
Toscana 2013 - In linea Under-23: 6º
- World Tour

World Tour 2016: 81º

### Competizioni europee
- Campionati europei

Olomouc 2013- In linea Under-23: 10º
Plumelec 2016 - In linea Elite: 31º

## Riconoscimenti
- Oscar Under-23 della rivista TuttoBici nel 2013